# Muttergotteskapelle im Ritzinger Feld

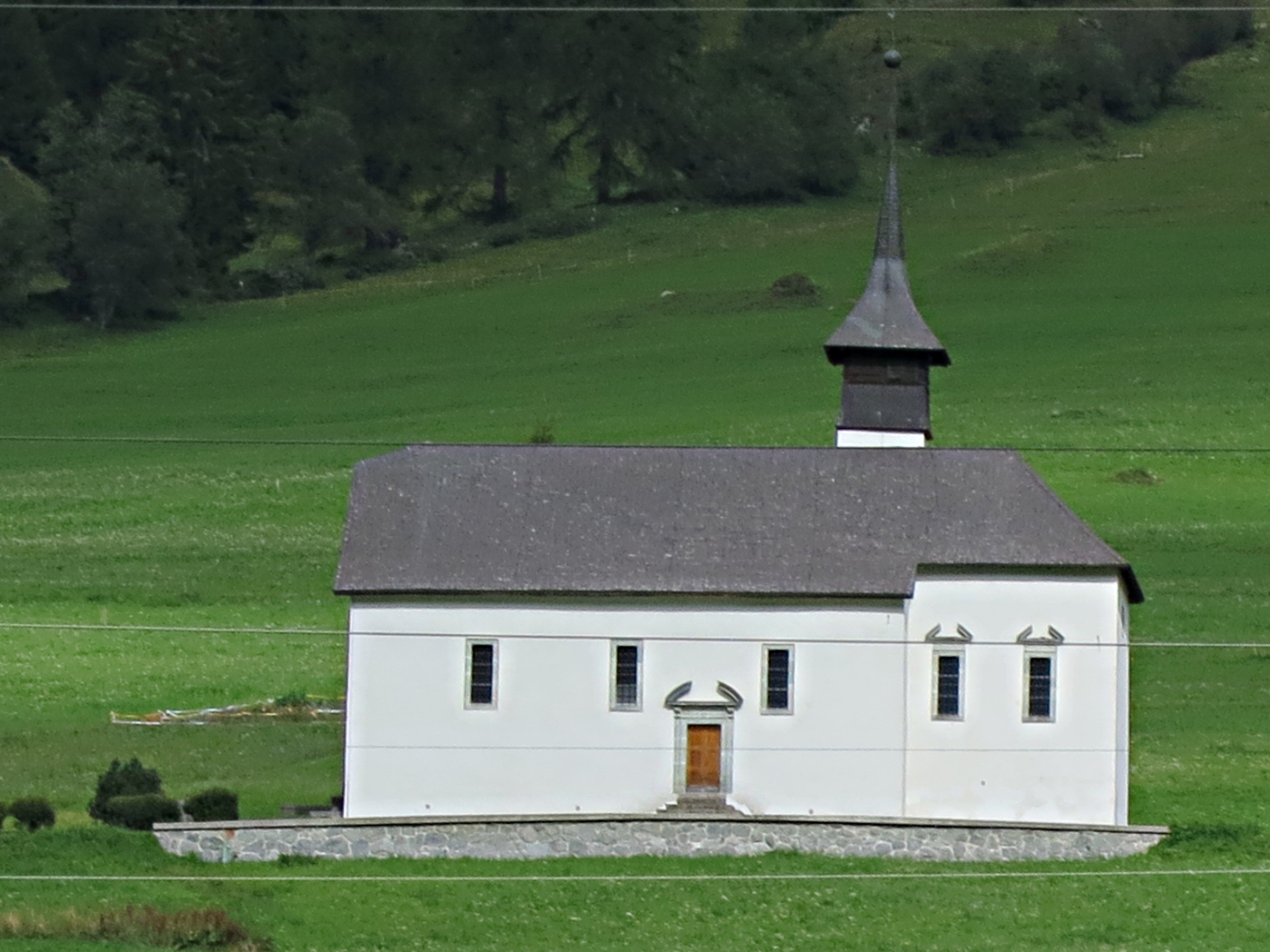
Die Muttergotteskapelle im Ritzinger Feld

Die Muttergotteskapelle im Ritzinger Feld wird auch als Ritzingerfeldkapelle bezeichnet. Die Wallfahrtskapelle liegt auf dem Grund der Gemeinde Goms VS, zwischen den Ortschaften Ritzingen und Gluringen, beide in der Schweiz. Sie befindet sich oberhalb der heutigen Hauptstrasse im Ritzinger Feld, an der alten Verbindungsstrasse zwischen den beiden Ortschaften auf einer Höhe von 1357 Meter über Meer. Die Kapelle ist denkmalgeschützt, und zwar als Denkmal der mittleren Schutzstufe (B-Objekt).

## Geschichte
Erstmals wird die Kapelle im Jahr 1592 erwähnt, als eine „vnser frown“ geweihte Kapelle im Ritzinger Feld erwähnt wird. Die Kapelle steht allerdings an einem Ort, wo es naheliegt zu vermuten, dass sich hier seit dem Mittelalter eine Kapelle befand, wurde doch der Ammann der Grafschaft hier im Ritzingerfeld gewählt. Im Jahr 1638 ersuchte der Domherr Caspar Imboden im Namen der Grafschaft beim Bischof Bartholomäus Supersaxo um die Wiederherstellung und Erweiterung der Kapelle. Bekannt sind Erneuerungen in den Jahren 1641 und 1650/51. Im Jahr 1679 gelangte man erneut an den Nuntius Cybo und klagte über den drohenden Verfall der Kapelle. In der Folge entschloss man sich, die Kapelle neu aufzurichten.
Das Kapellenbuch beginnt im Jahr 1687, was auch mit den Jahreszahlen am Portalscheitel und in der Archivolte der Sakristeitüre übereinstimmt. Der Bau wurde mit grösster Wahrscheinlichkeit am 14. Juli 1693 eingesegnet. Die Kapelle wurde in der Nacht des 9. Februar 1807 von einer Lawine erfasst. Die Lawine riss die Nordmauer der Kapelle ein und verwüstete den Innenraum. Der Turm und der Chor wurden nicht beschädigt. Noch im gleichen Jahr begann man mit dem Wiederaufbau.
Renovationen und Reparaturen sind aus den Jahren 1851, 1863, 1867–69 und 1873 bekannt. Die letzte Renovation wurde 1968 durchgeführt, wobei das schadhafte Relief am Stirnfassadenportal 1973 erneuert werden musste.
Als 1920 die Pfarrei Gluringen gegründet wurde, wurde die Kapelle der Kirchgemeinde Biel zugesprochen. Mit dem Recht, dass der Pfarrer von Gluringen jederzeit in der Kapelle die heilige Messe feiern darf.

## Bauwerk
Das Bauwerk ist geostet. Das Schiff ist rechteckig, während der Chor ein wenig eingezogenes Rechteck ist. Der Turm stösst an das Nordostende des Schiffes. Westlich davon schließt mit einem Schleppdach die Sakristei an.
Das Dach hat einen gemeinsamen First über Chor und Schiff. Die Satteldachhaube ist auf der Chorseite kräftig gewalmt, auf der Fassadenseite nur leicht.
Das Bauwerk wurde anlässlich der Renovation 1968 mit Asbestzement (Eternit) gedeckt.
Das Fundament besteht aus einer gefugten Bruchsteinmauer. Neben dem giltsteingerahmten Hauptportal in der westwärtsgerichteten Fassadenseite gibt es an der Südwand des Schiffes noch ein der Strasse zugewandtes Seitenportal. Dieses Seitenportal ist über eine dreiseitige Treppe erreichbar.
Das Schiff ist von einer Stichkappentonne überwölbt und in drei Volljoche und je einen schmalen Jochabschnitt an den Enden unterteilt.
Die symmetrisch angeordneten, ungleichen Kappen des Chores sammeln sich in einer Stuckrosette.

## Ausstattung
Der Hochaltar wurde 1690 von zwei unbekannten Meistern geschaffen. Der Hochaltar wird dem manieristischen Frühbarock zugeordnet. Die Akanthusranken und andere nachträglich angefügte Teile wurden von Johann Ritz geschaffen.
Der rechte Seitenaltar ist der Altar der Heiligen Familie. Er wurde vom Pfarrer von Biel, Christian Huser († 1701) gestiftet. Er wurde 1691 fertiggestellt und ist ein frühes Werk von Johann Ritz (1666–1729). Gemäss der Kartusche der Predella wurde der Altar 1709 geweiht.
Der linke Seitenaltar ist der Katharinenaltar. Er wurde von den Gebrüdern Johann und Andreas Ritz im Jahr 1713 gestiftet und in deren Werkstatt geschnitzt. Der Altar wurde beim Lawinenniedergang 1807 beschädigt, so dass er vom Bildhauer Anton Lagger zwischen 1808 und 1809 ausgebessert wurde. Die Fassarbeiten wurden durch Johann Joseph Pfefferle ausgeführt.
Die Kanzel wurde beim Einsturz der Kapellennordwand beim Lawinenniedergang 1807 zerstört. Von der um 1700 vermutlich von Johann Sigristen erbauten Kanzel sind die Statuen erhalten geblieben. Denn bei der neuen Kanzel, die von Anton Lagger 1808 errichtet wurde, hat dieser die noch verwendbaren Teile wiederverwendet, darunter auch die Statuen von Johann Sigristen. Die Kanzelfassung stammt von Johann Joseph Pfefferle.
Die ursprüngliche Orgel auf der Kanzel wurde ebenfalls 1807 zerstört. Für den Neubau wurde 1810 ein Orgelbauer Walpen erwähnt. Die Orgel selber stellten aber Anton und Felix Carlen aus Gluringen 1813 fertig. Sie befindet sich auf einer hölzernen, mit Gips verkleideten Empore. Diese wurde beim Wiederaufbau 1807/08 von Johann Joseph Pfefferle nach dem Vorbild der Antoniuskapelle von Münster bemalt.
Im Turm hängt eine Glocke mit 54 cm Durchmesser.

### Abgewanderte Kunstgegenstände
1902 wurde in der Kapelle ein Fragment von einem beidseitig bemalten Retabel gefunden. Vermutlich im 2. Viertel des 14. Jahrhunderts entstanden, befindet es sich heute im Besitz des Schweizerischen Landesmuseums in Zürich.
Ebenfalls 1902 wurde eine sitzende Muttergottes entdeckt, deren Entstehung um 1400 geschätzt wird. Es könnte sich um die 1690 ersetzte Statue des Hauptaltars handeln. Auch sie befindet sich heute im Besitz des Landesmuseums in Zürich.